# Sinoteri
El sinoteri (Sinotherium, ‘bèstia xinesa’) és un gènere extint de rinoceronts d'una sola banya que visqueren entre el Miocè i Pliocè. Fou un gènere antecessor de l'elasmoteri i els seus fòssils foren trobats a l'oest de la Xina. Un altre gènere relacionat és l'iranoteri.